# Nimrod (ordinateur)
Vous lisez un « bon article » labellisé en 2016.
Pour les articles homonymes, voir Nimrod (homonymie).
Le Nimrod est un ordinateur primitif fabriqué par Ferranti pour être exposé lors du Festival of Britain de 1951. Conçu par John Bennett et fabriqué par Raymond Stuart-Williams, il permet uniquement de jouer au jeu de Nim contre l’intelligence artificielle du programme. Le joueur utilise les boutons d'un pupitre, qui correspondent à des lumières s'allumant sur l'ordinateur, afin de placer ses coups. À son tour, le Nimrod joue son coup, tout en affichant les calculs qu’il réalise, et ainsi de suite. La vitesse de calcul peut être modulée pour permettre à un démonstrateur, aidé d'un panneau lumineux, d'expliquer exactement ce que fait l'ordinateur. Bien que son concept soit un jeu, l’objectif de son concepteur n’est alors pas de proposer un divertissement mais bien de démontrer les capacités des ordinateurs à réaliser des calculs mathématiques et de promouvoir la conception des ordinateurs Ferranti et les compétences de l'entreprise en matière de programmation. Après avoir été présenté au Festival of Britain en mai, il est exposé pendant trois semaines à l'Exposition industrielle de Berlin en octobre 1951 puis présenté à la Society of Engineers de Toronto au Canada avant d'être démonté.
Le Nimrod apparaît seulement quatre ans après l'invention du Cathode-ray tube amusement device, le plus ancien jeu électronique interactif connu à utiliser un affichage électronique, en 1947. Il est donc considéré comme un des premiers jeux vidéo de l’histoire puisqu’il est le premier jeu sur ordinateur, après Bertie the Brain en 1950, à proposer un affichage visuel. Il utilise cependant un système d'ampoules plutôt qu'un écran, ce qui ne lui permet pas d'afficher des graphismes en temps réel et l'exclut donc de certaines définitions du jeu vidéo.

## Développement
En 1951, le Gouvernement du Royaume-Uni organise le Festival of Britain, une exposition et manifestation d'art contemporain dont l’objectif est de célébrer le centenaire de la Great Exhibition of the Works of Industry of all Nations de 1851 et de promouvoir les contributions du pays dans les domaines scientifiques, technologiques, industriels, architecturaux et artistiques. Ferranti, une entreprise britannique d’ingénierie et de développement informatique, promet de présenter un ordinateur lors de l’exposition. Fin 1950, l’entreprise s’avère cependant incapable d’honorer son engagement et se retrouve donc dans une position difficile. Une solution alternative est alors proposée par John Bennett, un employé de Ferranti, diplômé de l'université de Cambridge où il a notamment travaillé sur le développement de l’EDSAC. Son idée est de démontrer les possibilités offertes par les ordinateurs en présentant une machine, construite sur mesure, capable de jouer au jeu de Nim, dans lequel les joueurs retirent chacun à leur tour un objet d'un ensemble avec pour objectif d'être le dernier à en enlever un. Bien que son concept soit un jeu, son objectif n’est alors pas de proposer un divertissement mais bien de démontrer les capacités des ordinateurs à réaliser des calculs mathématiques, ici pour simuler les mécanismes du jeu de Nim, et de promouvoir la conception des ordinateurs Ferranti et les compétences de l'entreprise en matière de programmation,. Pour concevoir l’ordinateur, il se serait inspiré d’une machine de jeu de Nim plus ancienne, le Nimatron, créé en 1940 et présenté lors de la Foire internationale de New York 1939-1940,. Conçue par Edward Condon et fabriquée par Westinghouse Electric, le Nimatron est composé de relais électromécaniques et pèse plus d'une tonne.

« Il pourrait se révéler que nous perdons notre temps, à essayer de fabriquer des machines capables de faire fonctionner des jeux. Ce n'est pas vrai, tant la théorie des jeux est extrêmement complexe et une machine qui peut faire fonctionner un jeu, peut également être programmée pour gérer des problématiques très complexes. »

— Brochure du Nimrod vendue lors du Festival of Britain durant l'été 1951.
Ferranti lance la fabrication du Nimrod le 1er décembre 1950. Elle charge l’ingénieur Raymond Stuart-Williams d’adapter le concept de Bennett sur une machine fonctionnelle. La majeure partie du volume de la machine est occupée par les tubes électroniques et les ampoules, qui affichent l'état du jeu, et le reste des composants, dédiés aux calculs, n’occupent que 2 % de la place disponible. Le développement du Nimrod prend fin le 12 avril 1951,.

## Description

1. Panneau d'instruction
2. Panneau principal
3. Panneau du schéma
4. Baies de lampes
5. Panneau de contrôle

Le Nimrod mesure douze pieds de large (3,7 mètres) pour une profondeur de neuf pieds (2,7 mètres) et une hauteur de cinq pieds (1,5 mètre). Il se présente sous la forme d’une grande boîte équipée de plusieurs panneaux, comportant des ampoules, et d'un pupitre sur lequel sont disposés des boutons correspondant aux ampoules principales,. Le panneau d’instructions comporte les instructions écrites suivies par le Nimrod au cours de la partie. Sur le panneau principal, des voyants reproduisent la vue du panneau de contrôle afin de permettre aux observateurs de suivre la partie. Le panneau du schéma détaille, au ralenti, les calculs effectués par le Nimrod au cours de la partie. Enfin, le panneau de contrôle est constitué d’un plateau de jeu horizontal derrière lequel prend place le démonstrateur, dos au Nimrod. De l'autre côté du pupitre se tient le joueur qui affronte l'ordinateur. Outre ces panneaux, le Nimrod inclut quatre baies de lampes qui contiennent 120 tubes électroniques arrangés en six blocs de 20 tubes. Seules 350 lampes, sur les 480 présentes, sont actives durant le fonctionnement, les autres servent de pièces de rechange.

## Fonctionnement
Le Nimrod permet de jouer uniquement au jeu de Nim. Les coups sont effectués par les joueurs assis au pupitre et le démonstrateur est assis de l'autre côté, dos à l'appareil. L'ordinateur permet de jouer au jeu façon traditionnelle et en mode inversé. Lors de la partie, un panneau montre l'état général de la partie, et un autre permet d'afficher les calculs effectués par l'ordinateur. Dans cette version du jeu de Nim, les joueurs enlèvent tour à tour une ou plusieurs lumières d'un ensemble d'objets lumineux, dans le but d'être le dernier à en enlever un. Chaque ampoule représente un objet que le joueur peut enlever. Un panneau avec affichage lumineux explique ce que fait l'ordinateur durant son tour, et affiche les états possibles du jeu et la façon dont ils seront affichés par les ampoules. Le Nimrod peut être réglé afin de réaliser les calculs plus ou moins rapidement, ce qui permet à un démonstrateur d'expliquer ce que fait l'ordinateur en temps réel. Des signaux lumineux affichent quel joueur doit jouer ainsi que le vainqueur lorsque c'est le cas.

## Exposition et accueil
L’ordinateur est présenté le 5 mai 1951 au Festival of Britain. Il est pour l’occasion baptisé Nimrod Digital Computer. Pour en faire la promotion, Ferranti le décrit comme un « cerveau  électronique » étant « plus rapide que la pensée ». Lors du festival, la société vend, pour un shilling et six pence, un petit guide qui explique le fonctionnement des ordinateurs et du Nimrod et présente les autres produits développés par Ferranti. Dans celui-ci, son créateur explique notamment que, bien qu’il s’agit d’un jeu, son objectif n’est pas de divertir mais bien de démontrer la puissance d’un ordinateur. D’après lui, les mécanismes et les formules mathématiques du jeu de Nim sont en effet comparables à ceux nécessaires pour examiner les modèles économiques d'un pays.

« Il ressemble à un énorme réfrigérateur gris et, à l'intérieur, il y a plus de fils que dans la totalité de l'exhibition. Il est terrifiant ! »

— Paul Jennings (BBC)
La présentation du Nimrod est un franc succès. Il est notamment essayé par le pionnier de l'informatique Alan Turing. Bien qu'il soit conçu comme une démonstration technologique et que Ferranti se donne beaucoup de mal à ne pas en faire un simple divertissement, la plupart des visiteurs montrent plus d'intérêt pour le jeu que pour la programmation et l'ingénierie qui sous-tendent le jeu. D'après Bennett, la plupart des visiteurs sont en effet « impressionnés » et apprécient tout particulièrement « regarder clignoter les lumières » de la machine. Il regrette cependant que peu de personne se renseignent au sujet des algorithmes utilisés et que le message initial, la promotion de la programmation informatique, ne passe que dans de rares cas. La presse fait également écho du succès de la machine. Le journaliste de la BBC, Paul Jennings, explique ainsi que les visiteurs « ont marqué l'arrêt » en découvrant cet « énorme réfrigérateur gris » et une reproduction du Nimrod est publié dans le Discovery magazine en mai 1951. Dans son livre Computer, publié en 2010, Paul Atkinson analyse la fascination des visiteurs pour les lumières clignotantes du Nimrod en expliquant qu’elles offrent une représentation visuelle des calculs réalisés par l’ordinateur et qu’elles donnent ainsi l’impression d’être en présence d’une machine intelligente en train de travailler. Ce sentiment est d’après lui renforcé par l’utilisation du terme « cerveau » pour décrire la machine. Paul Jennings partage cet avis concernant cette confusion et imagine l’apparition de machines capables de jouer à ce jeu avec de vraies allumettes et des bras en acier à la prochaine exposition de ce type.
Au cours des six mois de l'exposition, le Nimrod est étudié par la Society for Psychical Research, une association dont l'objectif est d'étudier les phénomènes paranormaux. Ses membres, principalement des dames âgées, aménagent donc une pièce à proximité de l'ordinateur et tentent de déterminer si les opérations effectuées par le Nimrod peuvent être influencées par la pensée. Après l'échec de cette première expérience, l'association tente de déterminer si les vibrations de la machine peuvent, à l'inverse, influencer ses membres et ainsi leur permettre de retranscrire le déroulement d'une partie. Après un nouvel échec, l'association conclut que dans le domaine de la télépathie, les machines sont beaucoup moins coopératives que les êtres vivants.
Après le festival, le Nimrod est exposé pendant trois semaines à l'Exposition industrielle de Berlin en octobre 1951. Comme en Angleterre, il attire les foules et rencontre un franc succès,. C'est la vedette de l'exposition et, dès le premier jour, des milliers d'Allemands, qui n'ont jamais vu une telle machine, viennent le découvrir. Il attire tellement de visiteurs que des policiers doivent surveiller en permanence la foule qui fait la queue pour observer l'attraction. La popularité du Nimrod s'accroît encore lorsqu'il bat le ministre de l'Économie ouest-allemand, Ludwig Erhard, accompagné du premier chancelier fédéral Konrad Adenauer. Adenauer et Erhad sont accompagnés de Dietrich Prinz, un pionnier allemand de l'informatique qui réussit à faire fonctionner le premier programme informatique d'échecs de l'histoire sur un ordinateur en novembre de la même année. D'après certains visiteurs, le plus impressionnant n'est pas de jouer contre la machine mais de regarder les nombreuses lumières clignotantes qui illustrent l'activité du Nimrod. D'autres précisent qu'il a éclipsé un bar offrant des boissons gratuites situé à proximité.
Le Nimrod est ensuite présenté à la Society of Engineers de Toronto au Canada, avant d'être démonté.

## Postérité
Si le Nimrod offre au public une des premières occasions de jouer sur et contre un ordinateur, l’objectif de son créateur n’est pas de divertir mais bien de promouvoir la programmation et les algorithmes qui y sont associés. Malgré son succès, ni Bennett, ni Ferranti ne donnent donc suite à cette machine révolutionnaire et Ferranti continue de travailler sur la conception d’ordinateur à usage général. Auprès du public, le Nimrod vole cependant la vedette à l'ordinateur Ferranti Mark I, pourtant conçu et produit à la même époque. Une reproduction en taille réduite du Nimrod est exposée au musée Computerspielemuseum Berlin,.
Le Nimrod est considéré par des spécialistes de l’histoire du jeu vidéo comme un des premiers jeux vidéo de l'histoire. En effet, le Cathode-ray tube amusement device, qui voit le jour en 1947, propose un affichage purement analogique et ne fonctionne pas sur ordinateur, ce qui lui vaut d’être considéré comme le plus ancien jeu électronique interactif plutôt que comme un jeu vidéo. Il est donc le premier jeu sur ordinateur, après Bertie the Brain en 1950, à proposer un affichage visuel,,. Comme Bertie the Brain, il utilise cependant un système d'ampoules plutôt qu'un écran, ce qui ne lui permet pas d'afficher des graphismes en temps réel et l'exclut donc de certaines définitions du jeu vidéo. Il faut attendre 1952 et la création du jeu de tic-tac-toe OXO et du programme de dames de Christopher Strachey pour voir apparaître les premiers jeux sur ordinateur affichant des graphismes sur un écran électronique plutôt que par l’intermédiaire de l'allumage d'ampoules,,.